# シュドウェスト SO.6000 トライトン

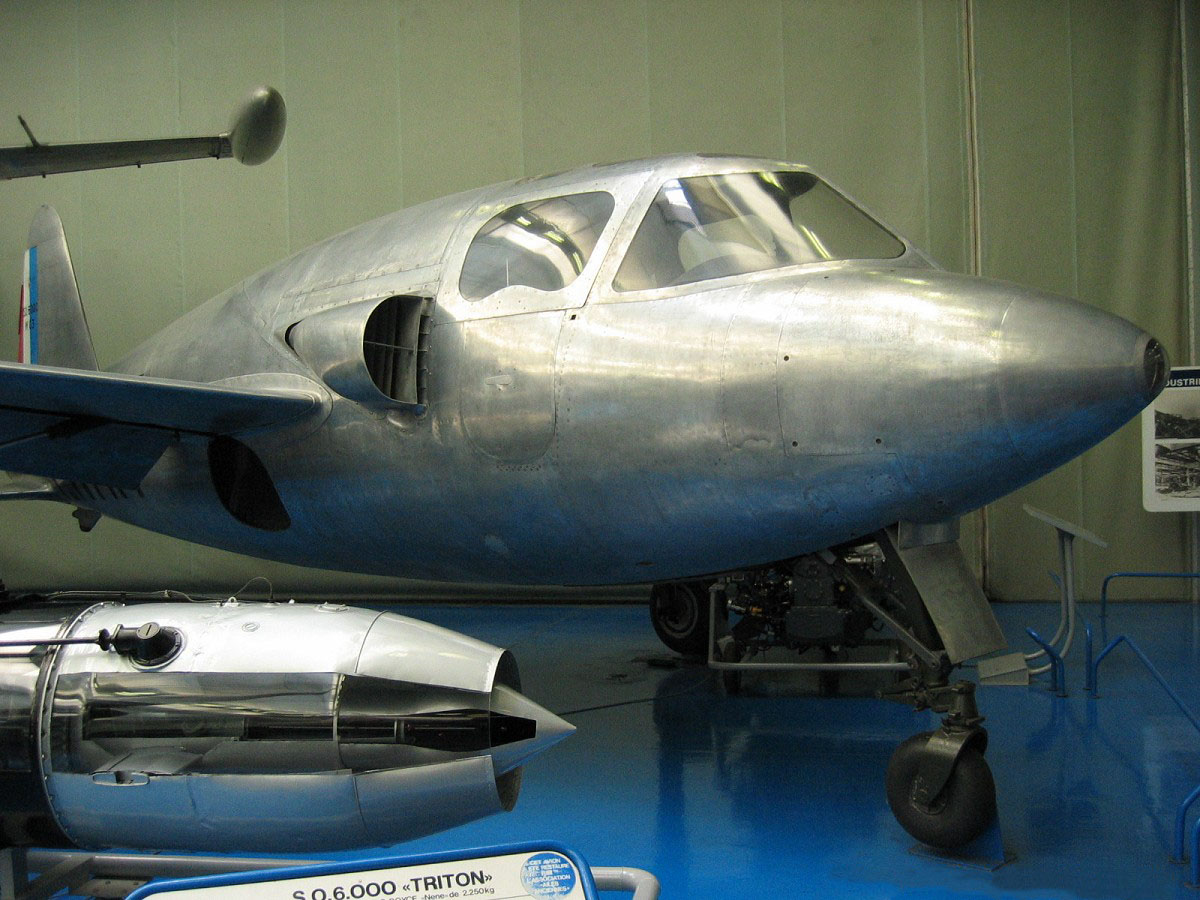
ル・ブルジェ航空宇宙博物館に展示されたSO.6000 Triton n°3

シュドウェスト SO.6000 トライトン(SNCASO SO.6000 Triton)はフランスの最初のジェット機である。1940年代に シュド・ウエスト（SNCASO, Société nationale des constructions aéronautiques du sud-ouest）で製造された。1943年にドイツ占領下で秘密のプロジェクトとして、Lucien Servantyのもとで設計が始められた。第二次世界大戦後、フランス政府から5機の試作が求められた。
複座の機体で最初フランスで設計された Rateau-Anxionnaz GTS-65ジェットエンジンの搭載が計画されたが、エンジン開発の遅れから、最初の試作機はドイツ製のユンカース ユモ 004-B2エンジンが取り付けられ、1946年11月11日 Daniel Rastelの操縦で初飛行した。
2号機は地上試験に用いられ、3号機から5号機まではライセンス製造されたロールス・ロイス・ニーンエンジンが搭載された。開発は中止され、実用化されることはなかった。

## 仕様
- 全巾：9.16m
- 全長：10.41m
- 全高：3.12m
- 翼面積：14m2
- 最高速度：955 km/h
- 巡航速度：860 km/h